# Guurtje Leguijt
Guurtje Leguijt (Krommenie, 31 maart 1961 – Alphen aan den Rijn, 9 maart 2025) was een Nederlands kinderboekenschrijfster.

## Biografie
Leguijt groeide op als zesde in een gereformeerd gezin van acht kinderen. Op de basisschool schreef ze al opstellen en stukjes in het  maandblad van haar voetbalvereniging. Ze ging na de havo naar de pabo. Hierna ging zij werken als vormingsleidster in Alphen aan den Rijn waar ze les gaf aan verstandelijk gehandicapten. Ze deed in 1987 mee aan een verhalenwedstrijd bij de NCRV. Haar verhaal werd toen afgedrukt in een boekje. Toen ze begin jaren 90 kinderen kreeg stopte ze met haar werk en ging columns schrijven voor een tijdschrift over  opvoeden. In 1999 debuteerde ze met haar boek Heibel in m'n hoofd. Hiermee won ze de christelijke boekenprijs "Het Hoogste Woord". Daarnaast werkte ze als vrijwilligster in een kringloopwinkel.

### Privé
Leguijt was getrouwd en had drie kinderen. Een van haar kinderen Jacco is autistisch en bracht in 1999 zijn boek Mijn eigen wereld uit.